# 施莱特多夫
施莱多尔夫是德国巴登-符腾堡州的一个市镇。总面积7.31平方公里，总人口1801人，其中男性881人，女性920人（2011年12月31日），人口密度246人/平方公里。